# Säumnisbeschwerde
Säumnisbeschwerden sind im österreichischen Recht Beschwerden wegen Verletzung der Entscheidungspflicht durch die Verwaltungsbehörden (Art. 130 Abs. 1 Z 3 B-VG).
Wird eine Partei in einem Verwaltungsverfahren dadurch in ihren Rechten verletzt, dass die zuständige Verwaltungsbehörde nicht in der gesetzlich bestimmten Entscheidungsfrist, die gemäß § 8 VwGVG in der Regel 6 Monate dauert, einen Bescheid erlassen hat, kann die betreffende Partei eine Säumnisbeschwerde beim zuständigen Verwaltungsgericht erheben. Der Ablauf der Entscheidungsfrist ist zu bescheinigen (§ 9 Abs. 5 letzter Satz VwGVG), verfrühte Säumnisbeschwerden sind zurückzuweisen.
In Angelegenheiten des eigenen Wirkungsbereichs der Gemeinden kann gesetzlich ein administrativer Instanzenzug vorgesehen sein. In diesem Fall ist, wenn das in erster Instanz zuständige Gemeindeorgan seine Entscheidungsfrist überschritten hat, ein Devolutionsantrag (§ 73 AVG) zu stellen. In diesem Fall geht die Zuständigkeit auf das in zweiter Instanz zuständige Gemeindeorgan über. Nur wenn auch dieses seine Entscheidungsfrist überschritten hat, ist eine Säumnisbeschwerde zulässig.

## Geschichte
Vor dem Inkrafttreten der Verwaltungsgerichtsbarkeits-Novelle 2012 entschied der Verwaltungsgerichtshof (Österreich) über Säumnisbeschwerden.